# Materials International Space Station Experiment
El Materials International Space Station Experiment (MISSE), és una sèrie d'experiments muntats externament en l'Estació Espacial Internacional (ISS) que investiga els efectes de l'exposició a llarg termini dels materials per al dur entorn espacial.
El projecte MISSE avalua el rendiment, estabilitat, i supervivència a llarg termini de materials i components previstos per al seu ús per la NASA, empreses comercials i el Departament de Defensa (DOD) en properes missions en òrbita terrestre baixa (LEO), òrbita síncrona i interplanetari. El Long Duration Exposure Facility (LDEF), que va ser recuperat en el 1990 després de passar 68 mesos en LEO, va revelar que els entorns espacials són molt hostils als materials i components de naus espacials. L'oxigen atòmic, que és l'espècie atòmica més freqüent trobada en òrbita terrestre baixa, és altament reactiva amb alguns plàstics i metalls, causant severes erosions.
També hi ha una extrema radiació ultraviolada causa de la falta d'un filtre atmosfèric. Aquesta radiació deteriora i enfosqueix molts plàstics i recobriments. El buit a l'espai també altera les propietats físiques de molts materials. Els impactes de meteoroides i brossa espacial humana pot danyar tots els materials exposats a l'espai. Els efectes combinats de tots aquests entorns a les naus espacials només poden ser investigats en l'espai. El MISSE avalua els materials que actualment s'utilitzen i s'estudia l'aplicació en futures missions espacials.
El MISSE és la successora directa del Mir Environmental Effects Payloads (MEEP) que es va estar operant en més d'un any al Mir Docking Module de l'estació espacial Mir entre els vols del transbordador STS-76 i STS-86; i és un descendent de la Long Duration Exposure Facility. També, el MEEPS pot rastrejar el seu inici fins a les mostres del Passive Optical Sample Array (POSA) de la missió STS-1 i STS-2, i el seu successor de Effects of Oxygen Interaction with Materials (EOIM) en la STS-3 i STS-5.

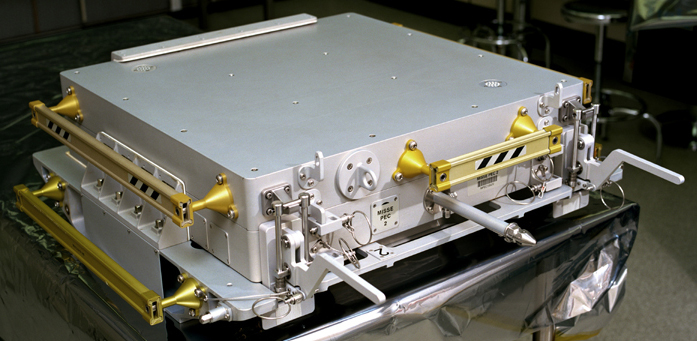
MISSE PEC tancat

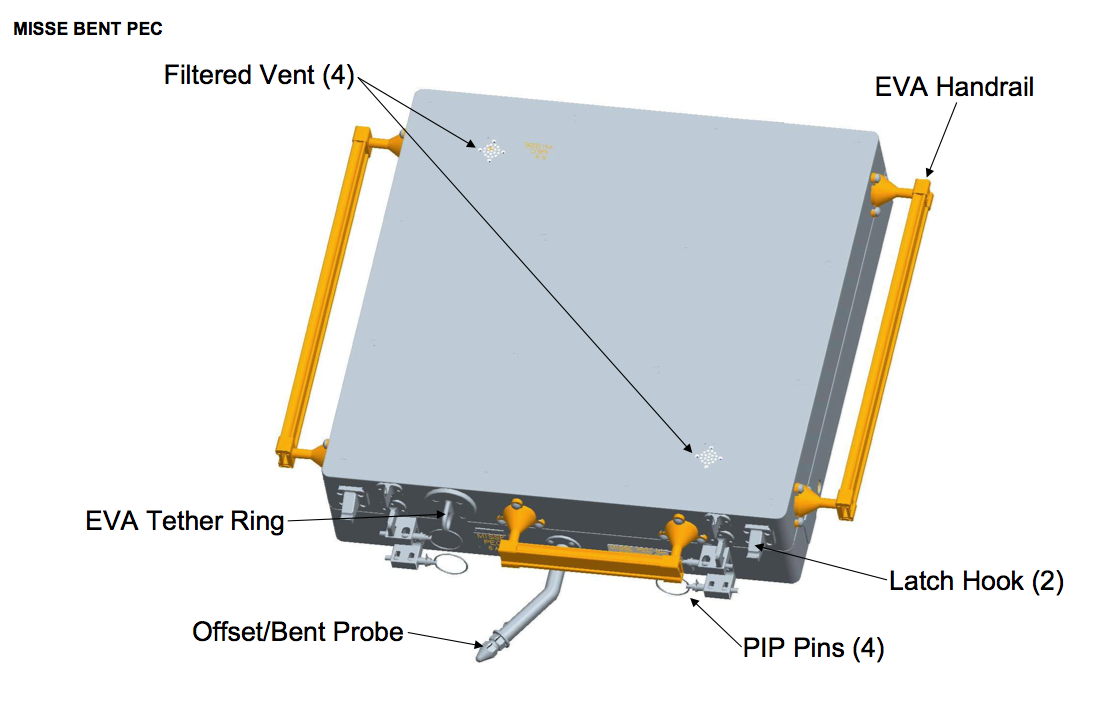
MISSE PEC tancat

## Materials examinats
S'estan examinant unes 1.508 mostres en el projecte MISSE. El rang de mostres dels components com ara interruptors, sensors i miralls als materials com els polímers, recobriments, i compostos. Hi ha també materials biològics com ara les llavors, espores i diversos tipus de bacteris avaluant-se actualment. Cada material en la missió va haver de ser examinat individualment al laboratori abans de ser seleccionat. La prova definitiva per als materials és quan estan exposats a l'entorn espacial. Al laboratori, cada material només pot ser exposat a un entorn simulat en particular cada per a cada condició. A l'espai, estan exposats a tots els entorns alhora. A més de provar nous materials, el MISSE també es dirigirà a les qüestions relatives als materials actuals, com ara els que s'utilitzen en els satèl·lits de comunicacions que s'estan amb molts errors prematurs dels panells d'energia de cèl·lules solars. S'espera també que es posaran a prova les noves generacions de cèl·lules solars amb vida útil més llarga.
El MISSE també provarà revestiments usats per controlar les temperatures de calor d'absorció i emissió dels satèl·lits. L'entorn hostil de l'espai limita la vida útil dels revestiments utilitzats actualment. Dels nous recobriments, s'espera que sigui molt més estable a l'espai i, per tant, tenir una vida útil més llarga. El MISSE també aborda un problema important per a l'exploració tripulada de Mart: protegir la tripulació de raigs còsmics de molt alta energia trobats a l'espai interplanetari. Es posarà a prova nous conceptes per escuts lleugers. Les estructures de membrana ultra lleugeres estan previstes per les veles solars, grans miralls i lents inflables. Els efectes dels impactes de micrometeorits en aquests materials també seran investigats.